# Obed (syn Booza)

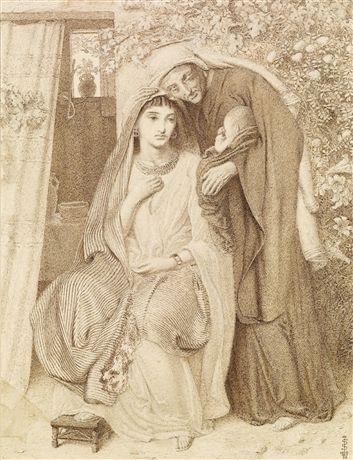
Autor:Simeon Solomon. Rysunek przedstawia od lewej Rut, a następnie jej teściową Noemi, która na rękach trzyma małego Obeda.

Obed – postać biblijna z Księgi Rut. Syn Rut i Booza, ojciec Jessego, dziadek Dawida.